# آموس بوث
آموس بوث (بالإنجليزية: Amos Booth)‏ هو لاعب كرة قاعدة أمريكي، ولد في 14 أغسطس 1848 في لبنان في الولايات المتحدة، وتوفي في 1 يوليو 1921 في مياميسبيرغ في الولايات المتحدة.

## وصلات خارجية
- آموس بوث على موقعبيزبول رفرنس.كوم (الدوري الرئيسي) (الإنجليزية)
- آموس بوث على موقعبيزبول رفرنس.كوم (الدوري الثانوي) (الإنجليزية)